# Hessisch Lichtenau

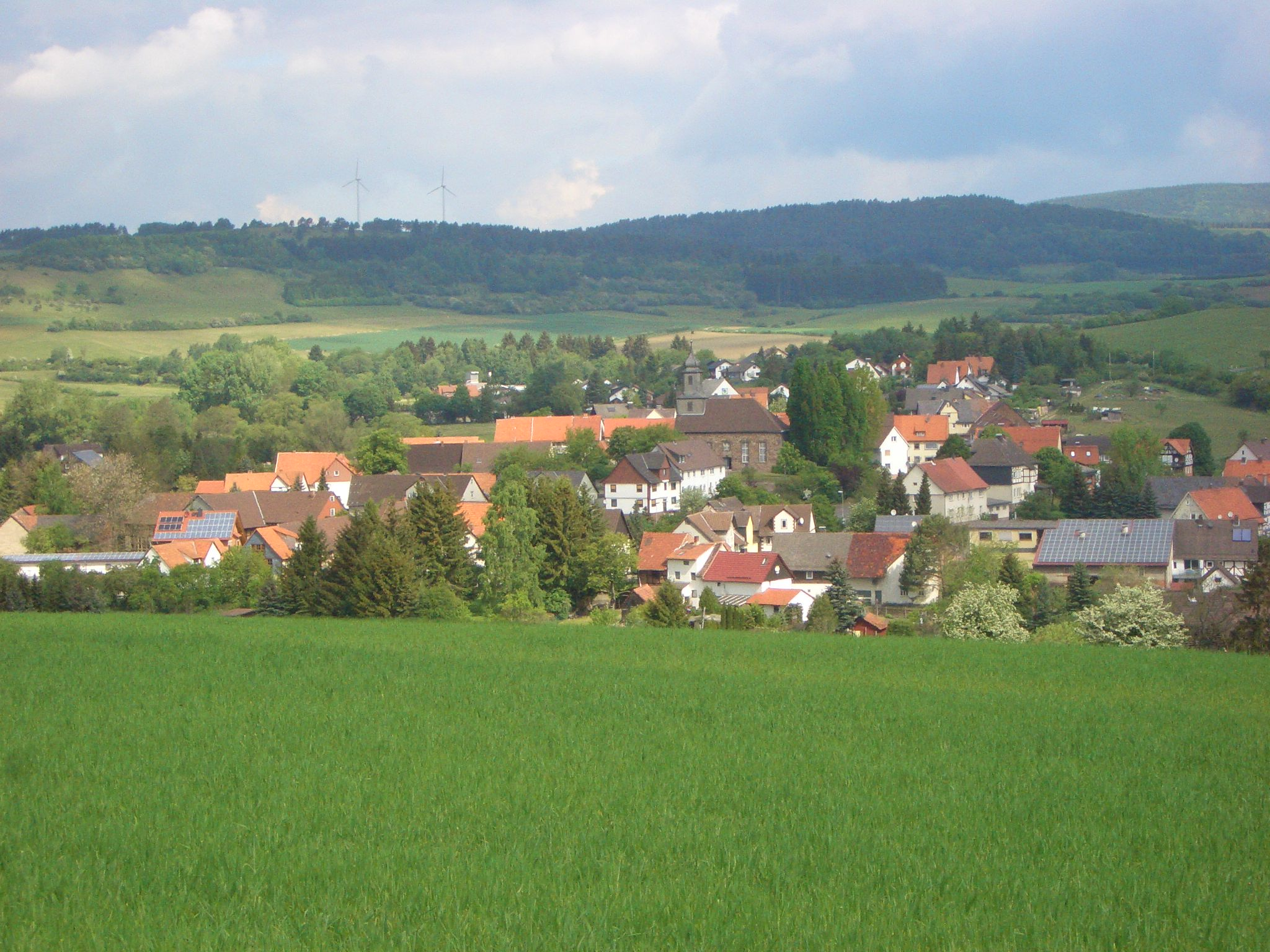
De plaats Walburg in de gemeente Hessisch Lichtenau

Hessisch Lichtenau is een plaats en gemeente in de Duitse deelstaat Hessen, gelegen in de Werra-Meißner-Kreis. De gemeente telt 12.470 inwoners.

## Geografie
Hessisch Lichtenau heeft een oppervlakte van 105,87 km² en ligt in het centrum van Duitsland, iets ten westen van het geografisch middelpunt. Het is sinds 1971 in verbroedering met de Belgische gemeente Dessel.

### Plaatsen binnen de gemeente
- Friedrichsbrück
- Fürstenhagen
- Hausen
- Hessisch Lichtenau
- Hirschhagen
- Hollstein
- Hopfelde
- Küchen
- Quentel
- Reichenbach
- Retterode
- Velmeden
- Walburg
- Wickersrode

### Naastliggende gemeenten
- Berkatal, in het Noord-Oosten
- Großalmerode, in het Noord-Oosten
- Meißner in het Oosten
- Waldkappel in het Oosten
- Spangenberg in het zuiden
- Söhrewald in het westen
- Helsa in het Noord-Westen
- Melsungen in het Zuid-Westen

## Openbaar vervoer

### Tram
In Hessisch Lichtenau bevinden zich vijf tramhaltes van het (regio)tram van Kassel.
Er rijdt één lijn naar Hessisch Lichtenau, namelijk lijn 4 (Druseltal <> Hessisch Lichtenau Bürgerhaus).(2021)
Op volgorde vanaf de eindhalte zijn dit de haltes:
Hessisch Lichtenau Bürgerhaus, Hessisch Lichtenau Stadtmitte, Hessisch Lichtenau Im Tal, Hessisch Lichtenau Orthopädische Klinik, Hessisch Lichtenau Bahnhof Fürstenhagen. 
Bad Sooden-Allendorf · Berkatal · Eschwege · Großalmerode · Herleshausen · Hessisch Lichtenau · Meinhard · Meißner · Neu-Eichenberg · Ringgau · Sontra · Waldkappel · Wanfried · Wehretal · Weißenborn · Witzenhausen